# جلا هازه
جلا هازه (آلمانی: Jella Haase؛ زادهٔ ۱ ژانویهٔ ۱۹۹۲) هنرپیشه اهل آلمان است.